# Овідій серед скіфів

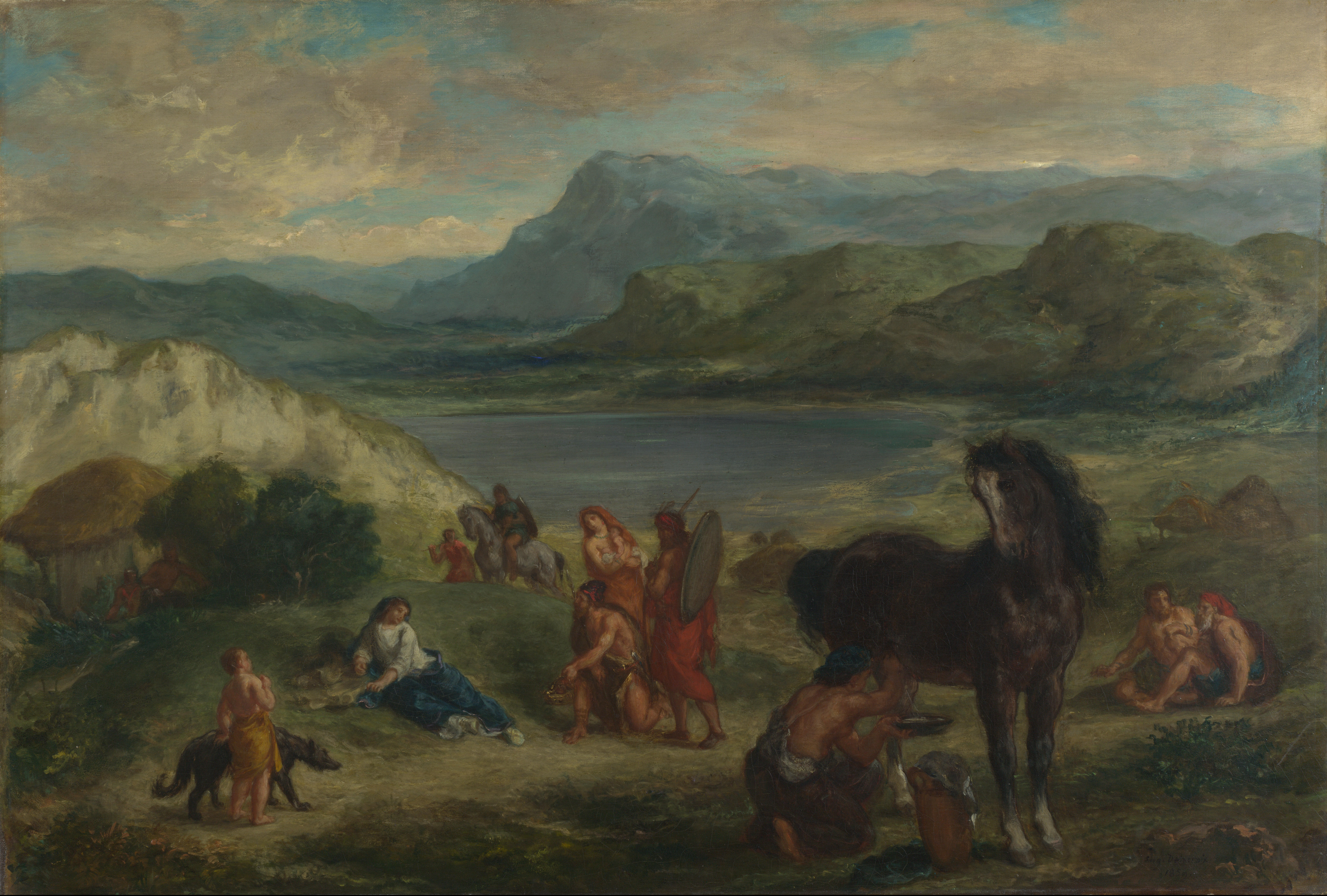
Картина 1859 року, Національна галерея, Лондон

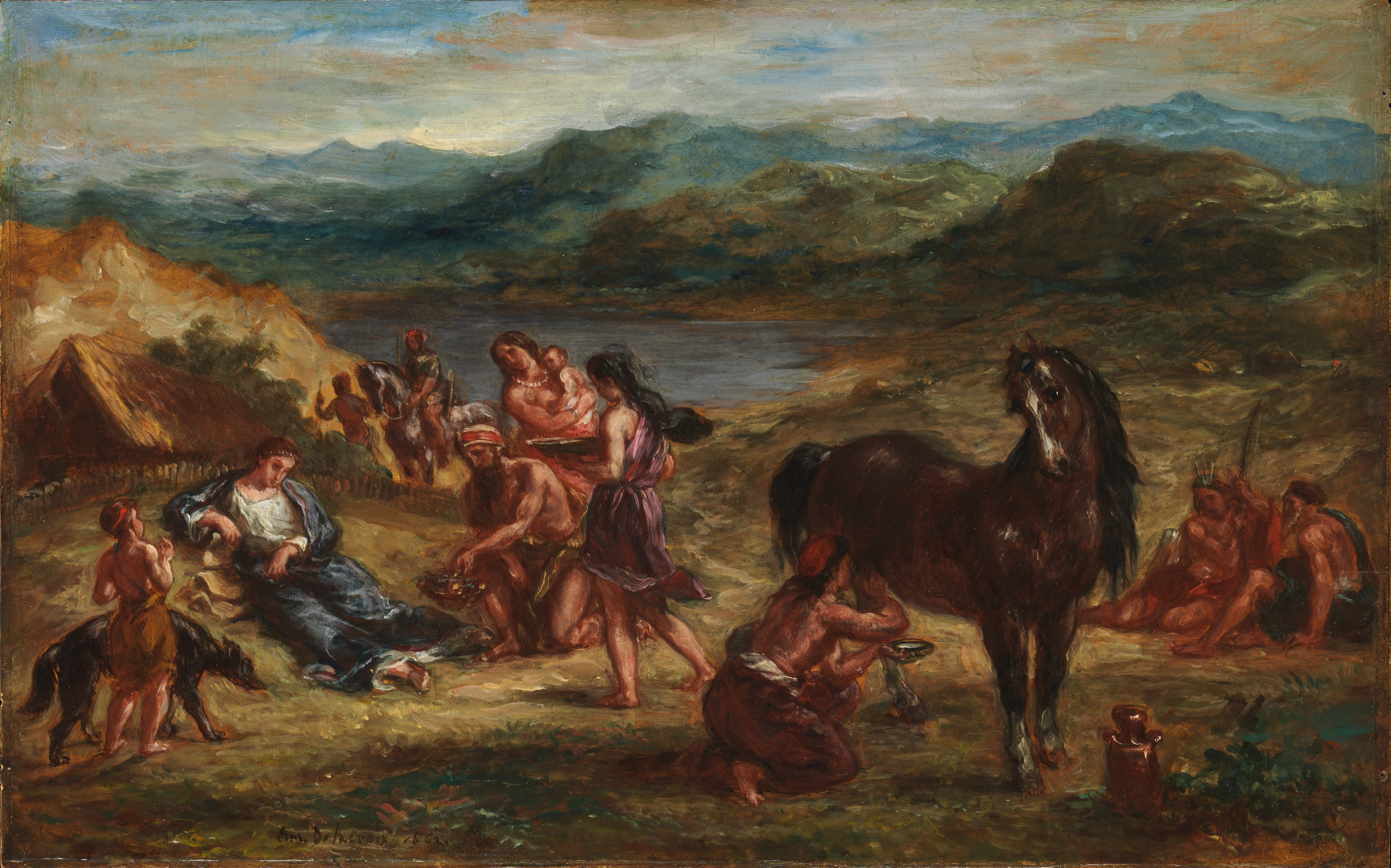
Картина 1862 року, Музей мистецтва Метрополітен, Нью-Йорк

«Ові́дій се́ред скі́фів» (фр. Ovide chez les Scythes) — назва двох картин французького художника Ежена Делакруа. Перша картина написана в 1859 році і зберігається в колекції Лондонської національної галереї.
Менш відома друга версія 1862 року була намальована так, щоб об'єднати фігури та пейзаж і виправити проблеми масштабу першої версії, яка мала незвичайну композицію та дивний масштаб персонажів, що викликало негативну критику навіть серед шанувальників Делакруа, таких як Шарль Бодлер та Теофіль Готьє, хоча такі художники, як Едгар Дега, були глибоко вражені твором. Зберігається в Метрополітен-музеї в Нью-Йорку.
Дикість і незрозумілий геній були ключовими поняттями романтизму і дуже добре зображені цих двох картинах Делакруа.

## Історія
Сюжет зображує життя давньоримського поета Овідія, коли він був засланий імператором Августом у чорноморський порт Томіс (зараз Констанца), на територію, яка тоді була частиною Скіфії (зараз південно-східна Румунія), де поет провів свої останні вісім років життя і написав «Скорботні елегії» та «Листи з Понта». Скіфи були іранським народом, спосіб життя якого Геродот у своїх «Історіях» описував як «кочовий», а сам Овідій називав їх «диким племенем». Делакруа вперше звернувся до цього сюжету в 1844 році, коли прикрасив стелю бібліотеки Бурбонського палацу в Парижі своєю картиною під назвою «Овідій серед варварів».

## Опис
Картина 1859 року, в якій Овідій стоїть перед варварами, показує, що скіфи ставляться до поета з симпатією та цікавістю, і є прекрасним трактуванням теми цивілізації, що зіткнулася з варварством. Анрі Луарет писав :
«Невисокі, але подекуди круті гори, вкриті чагарниками, оточують тихе мілке озеро, заболочене по краях; розкидані хатини, грубо побудовані з дерева та соломи, припускають скотарську та кочову культуру. На передньому плані чоловік доїть велику кобилу; за ним недбало розставлені різні постаті, що сидять навпочіпки, йдуть або стоять на місці — дитина, старий, немовля на руках у матері, солдати, пастухи, що відпочивають. І, похмуро розкинувшись на пологому схилі, загорнута в драпірування, лежить постать, ідентифікована за назвою картини як Овідій. Він постає ніби метеорит, що впав, подивитися на який сходяться доброзичливі, але злякані жителі цієї дикої країни. Делакруа дав йому позу Мадонни на Різдво […]».

## Критика
Перша версія була виставлена в Паризькому салоні 1859 року, останньому, в якому брав участь Делакруа. Композиція переосмислює ідеї, які Делакруа раніше використовував у таких своїх історичних полотнах, як «Різанина на Хіосі», «Смерть Сарданапала» і «Вступ хрестоносців до Константинополя». Під час виставки пейзаж із горами отримав «загальне» схвалення, але кобилу на передньому плані дехто визнав дивною. Теофіль Готьє захоплювався картиною, але за іронією долі назвав кобилу «жіночим варіантом троянського коня». Максим Дю Кан критично поставився до твору, назвавши картину «видовищем нездоланного декадансу», і порадив живописцю «повернутися до літературних творів, які він любить, і до музики, для якої він, безсумнівно, був народжений». Бодлер, навпаки, назвав картину «одним із цих дивовижних творів» і сказав: «Делакруа знає дизайн і живопис», а також написав довге есе про життя вигнаного поета, процитувавши епос Шатобріана «Мученики, або Тріумф християнської віри», щоб оспівати «пейзаж, його усамітнення, його чарівність спокою»Художник і журналіст Закарія Астрюк також вихваляв усі деталі картини.

## Версія 1862 року
Друга версія «Овідія серед скіфів», написана художником у 1962 році, розвиває багато елементів першої картини. Делакруа писав другий варіант яскравішими фарбами, замінив варвара зі щитом на спині жінкою, що несе їжу, а також тісно інтегрував фігури та пейзаж у манері, яка більше відповідає історичному пейзажу. Картина була написана за рік до смерті художника, 1862 року, швидше за все, для приватного колекціонера. Вона була передана Метрополітен-музею у Нью-Йорку у 2008 році. За словами Гері Тінтероу, куратора відділу сучасного та сучасного мистецтва 19-го століття Метрополітен-музею: «це його остання заява в темі, яка цікавила його все життя».